# 高桥名人之大冒险岛II
《高桥名人之大冒险岛II》是一款由Hudson Soft制作和发行的横向卷轴平台游戏。本游戏于1992年1月11日在日本地区超级任天堂发行。于1992年4月在北美地区发行。
游戏的剧情紧接着《高桥名人之大冒险岛》。玩家被置于一个世界地图，其中被分割成多个岛屿。

## 系統
GamePro提到游戏是给年轻玩家，并且是初次体验冒险游戏。